# NGC 510
NGC 510 – gwiazda podwójna znajdująca się w gwiazdozbiorze Ryb. Skatalogował ją Herman Schultz 11 listopada 1867 roku, błędnie sądząc, że to obiekt typu „mgławicowego”. Poszczególne gwiazdy mają jasność obserwowaną 14,9 i 15,1m.